# Nobuko Imai
Nobuko Imai (Tokio, 18 de marzo de 1943) es una violista y profesora de música japonesa. 

## Vida
Cursó sus estudios en la Escuela de Música Toho de Tokio, en la Universidad de Yale y en la Escuela Juilliard de Nueva York. Ha sido la única viola que ha ganado los más altos premios en los concursos internacionales de viola en Múnich y en Ginebra. Ha formado parte del Cuarteto Vermeer. 
En la actualidad, lleva a cabo una importante carrera internacional como intérprete solista. Entre otras orquestas, ha tocado con la Orquesta Sinfónica de Londres, la Orquesta Sinfónica de Montreal, la Orquesta Sinfónica de Boston, la Orquesta Sinfónica de Chicago, la Orquesta Filarmónica de Berlín, la Orquesta Real del Concertgebouw de Ámsterdam y la Orquesta de París.
Desde 2015 es profesora de la Cátedra de Viola de la Escuela Superior de Música Reina Sofía en Madrid. Imparte clases en el Conservatorio de Ámsterdam. Ha sido consejera artística durante diez años del Casals Hall de Tokio y ha formado parte de la Orquesta Saito Kinen. Ha sido directora artística del Festival Internacional de Viola «Hindemith», que se celebró en Tokio, Londres y Nueva York entre los años 1995 y 1996.

## Premios y reconocimientos
Entre las muchas distinciones que ha obtenido se encuentran el Premio Avon Art (1993), Art Prize for Music del Ministerio de Educación de Japón (1994), Premio Mobil (1995) y el Premio de Música Suntory (1996). En 2003, Nobuko Imai fue distinguida con la Medalla Púrpura por el gobierno japonés.

## Discografía
Ha grabado numerosos discos para los sellos discográficos Philips, Chandos, BIS y EMI.